# غیردولتی
هر سازمان، شرکت، دانشگاه و ... دیگر که به دولت وابسته نباشد و از دولت هیچ گونه کمکی دریافت نکند را غیر دولتی می‌نامند. در بیش‌تر نمونه‌های غیر دولتی، دولت تنها سیاست‌های کلی را وضع می‌کند و دیگر کاری به آن‌ها ندارد.

## نمونه‌های غیر دولتی
از نمونه‌های غیر دولتی می‌توان موردهای زیر را نام برد :

### مدارس و مراکز آموزشی
پیش دبستان، دبستان، متوسطه اول، متوسطه دوم، موسسات آموزشی تک درس و تقویتی، موسسات زبان، موسسات کنکور 

### دانشگاه‌ها
دانشگاه آزاد اسلامی  •  دانشگاه غیرانتفاعی

### بانک‌ها
بانک اقتصاد نوین  •  بانک پارسیان  •  بانک پاسارگاد  •  بانک تات  •  بانک سامان  •  بانک سرمایه  •  بانک سینا  •  بانک شهر  •  بانک کارآفرین  •  بانک گردشگری

### انجمن‌ها
انجمن مخترعین کشور

## منبع‌ها
1. 1 2  «وبگاه پلورال». بایگانی‌شده از اصلی در ۲۸ مه ۲۰۱۱. دریافت‌شده در ۱۸ سپتامبر ۲۰۱۱.
2. ↑  وبگاه تبیان